# Finale UEFA Nations League 2019
De finale van de UEFA Nations League op 9 juni 2019 was de eerste finale van de UEFA Nations League. De wedstrijd werd gespeeld in het Estádio do Dragão in Porto tussen Portugal en Nederland.

## Wedstrijd
|                                              |                    |         |           | |
| 9 juni 2019 19.45 (UTC+1) «onderlinge duels» | Portugal           | 1 – 0   | Nederland | Stadion: Estádio do Dragão, Porto Toeschouwers: 43.199 Scheidsrechter: Alberto Undiano Mallenco Assistenten: Roberto Alonso Assistenten: Juan Yuste Vierde official: Antonio Mateu Lahoz Vijfde official: Raúl Cabanero Video-assistent: Alejandro Hernández AVAR: Juan Martínez Munuera |
| 9 juni 2019 19.45 (UTC+1) «onderlinge duels» | Gonçalo Guedes 60' | Verslag |           | Stadion: Estádio do Dragão, Porto Toeschouwers: 43.199 Scheidsrechter: Alberto Undiano Mallenco Assistenten: Roberto Alonso Assistenten: Juan Yuste Vierde official: Antonio Mateu Lahoz Vijfde official: Raúl Cabanero Video-assistent: Alejandro Hernández AVAR: Juan Martínez Munuera |
| 9 juni 2019 19.45 (UTC+1) «onderlinge duels» |                    |         |           | Stadion: Estádio do Dragão, Porto Toeschouwers: 43.199 Scheidsrechter: Alberto Undiano Mallenco Assistenten: Roberto Alonso Assistenten: Juan Yuste Vierde official: Antonio Mateu Lahoz Vijfde official: Raúl Cabanero Video-assistent: Alejandro Hernández AVAR: Juan Martínez Munuera |
| 9 juni 2019 19.45 (UTC+1) «onderlinge duels» |                    |         |           | Stadion: Estádio do Dragão, Porto Toeschouwers: 43.199 Scheidsrechter: Alberto Undiano Mallenco Assistenten: Roberto Alonso Assistenten: Juan Yuste Vierde official: Antonio Mateu Lahoz Vijfde official: Raúl Cabanero Video-assistent: Alejandro Hernández AVAR: Juan Martínez Munuera |
|                                              |                    |         |           | |

| Portugal | Nederland |

| DM              | 1  | Rui Patrício      |       |
| RV              | 20 | Nélson Semedo     |       |
| CV              | 4  | Rúben Dias        |       |
| CV              | 6  | José Fonte        |       |
| LV              | 5  | Raphaël Guerreiro |       |
| CM              | 13 | Danilo Pereira    |       |
| CM              | 14 | William Carvalho  | 90+3' |
| CM              | 16 | Bruno Fernandes   | 81'   |
| RB              | 7  | Cristiano Ronaldo |       |
| SP              | 17 | Gonçalo Guedes    | 75'   |
| LB              | 10 | Bernardo Silva    |       |
| Wisselspelers:  |    |                   |       |
| DM              | 12 | José Sá           |       |
| DM              | 22 | Beto              |       |
| VD              | 2  | João Cancelo      |       |
| VD              | 19 | Mário Rui         |       |
| MV              | 8  | João Moutinho     | 81'   |
| MV              | 15 | Rafa Silva        | 75'   |
| MV              | 18 | Rúben Neves       | 90+3' |
| MV              | 21 | Pizzi             |       |
| AV              | 9  | Dyego Sousa       |       |
| AV              | 11 | Diogo Jota        |       |
| AV              | 23 | João Félix        |       |
| Coach:          |    |                   |       |
| Fernando Santos |    |                   |       |

| DM             | 1  | Jasper Cillessen    |       |
| RV             | 22 | Denzel Dumfries     | 88'   |
| CV             | 3  | Matthijs de Ligt    |       |
| CV             | 4  | Virgil van Dijk     | 90+1' |
| LV             | 17 | Daley Blind         |       |
| CM             | 15 | Marten de Roon      | 81'   |
| CM             | 21 | Frenkie de Jong     |       |
| CM             | 8  | Georginio Wijnaldum |       |
| RB             | 7  | Steven Bergwijn     | 60'   |
| SP             | 10 | Memphis Depay       |       |
| LB             | 9  | Ryan Babel          | 46'   |
| Wisselspelers: |    |                     |       |
| DM             | 13 | Kenneth Vermeer     |       |
| DM             | 23 | Marco Bizot         |       |
| VD             | 2  | Hans Hateboer       |       |
| VD             | 5  | Nathan Aké          |       |
| VD             | 12 | Patrick van Aanholt |       |
| VD             | 14 | Stefan de Vrij      |       |
| MV             | 6  | Davy Pröpper        |       |
| MV             | 16 | Kevin Strootman     |       |
| MV             | 18 | Tonny Vilhena       |       |
| MV             | 20 | Donny van de Beek   | 60'   |
| AV             | 11 | Quincy Promes       | 46'   |
| AV             | 19 | Luuk de Jong        | 81'   |
| Coach:         |    |                     |       |
| Ronald Koeman  |    |                     |       |